# Batallón Pichincha
El Cuartel del Batallón Pichincha, más conocido como Batallón Pichincha, fue un cuartel militar ubicado en Santiago de Cali y que sirvió al Regimiento de Infantería Pichincha y posteriormente al Comando de  la  Tercera Brigada.

## Historia
En el marco de la guerra civil colombiana de 1895, el General Rafael Reyes a su paso por Cali constató la necesidad de un cuartel militar para la defensa de la ciudad. Para ello designó la compra de una casa, pero la advertencia de un técnico evitaría finalmente la compra al advertir del error estratégico que sería ubicar el cuartel en aquel lugar, ya que la ubicación se encontraba dominada por el Cerro de las Tres Cruces desde donde un cañón enemigo podría fácilmente desbaratar la construcción.
Ya habiendo asumido la Presidencia de la República, en 1906 Reyes manda a construir el cuartel en terrenos del General Jaime Córdova, conocidos como La Pesebrera debido a que había en el lugar unas caballerizas para uso de viajeros que llegaban desde el norte, y que se encontraban más distantes del cerro y en proximidades del Puente Ortiz. El edificio del cuartel fue diseñado por el cónsul suizo en Cali, el ingeniero Enrique E. Alder, pero los planos fueron probablemente desarrollados y dibujados por el ingeniero Aquilino Aparicio.
En 1939 el Comando de la Tercera Brigada se trasladaría desde su acantonamiento en Popayán a las instalaciones del Cuartel del Batallón Pichincha en Cali.

## Construcción
El 20 de julio de 1906, en el marco del centenario de la Independencia de Colombia, se iniciaría la obra con la colocación de la primera piedra del edificio por medio de recursos cedidos por el municipio. No fue sino hasta diciembre que el Ministerio de Guerra aprobaría un presupuesto de $27.000, que se girarían en nueve pagos mensuales de $3.000. La obra en sí iniciaría en enero de 1907 siendo el encargado el General Camilo Arana, quien por entonces era el Inspector de Zapadores del Batallón 9 de Infantería. En abril se completarían los cimientos de la estructura, que alcanzarían tres metros de profundidad, dos de ancho y un volumen de 820 m³.
Junto a Arana se encontraba el General Lucio Velasco, quien se encargaría de capacitar la mano de obra y de sistematizar los procesos organizativos de la construcción del cuartel. Éste fue el encargado de construir un horno cerca al sitio de la obra para abastecer la construcción de ladrillos, tejas y adobes. La obra contaba también con un tanque para envenenar madera y un cultivo para sembrar árboles en parques cercanos. Además de lo producido, se sacaban piedras del río Cali para los cimientos y se utilizaron almudes de cal, guadua, chonta, piedra de una cantera cercana, carbón mineral, hierro en rieles y cemento Portland

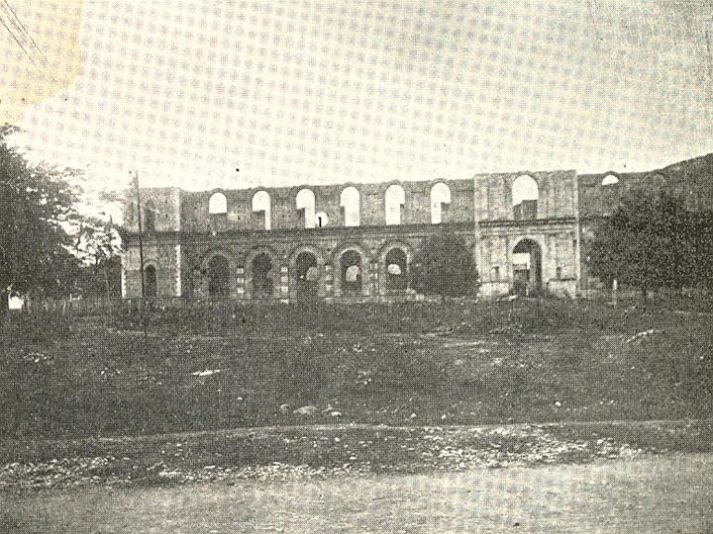
Fachada en construcción.

En 1908 el proceso de construcción se ralentizaría. Para aquel año se asignó una cuota mensual de $62 pesos mensuales para cubrir los gastos y a partir de abril Gonzalo Naranjo asumiría la inspección de la obra. La disminución en el ritmo no sólo lo provocaría el recorte económico, sino también la poca popularidad de la obra dentro del Ministerio de Guerra, ya que los funcionarios de ésta cartera preferían alquilar casas en lugar de construir cuarteles, y de esta manera desplegar rápidamente gran cantidad de instalaciones militares en todo el país.
Para 1925, a la muerte del General Lucio Velasco, se reporta que la fachada del cuartel ha alcanzado la altura total, pero únicamente un 50% del área del primer piso había sido terminada y faltaban las dependencias de la cocina, enfermería,  baños y las caballerizas. Un informe de 1930 constata que las obras estaban paralizadas hacía varios años por falta de fondos. Con miras a la celebración de los 400 años de fundación de la ciudad, las obras se reactivaron y fueron concluidas en 1932.

## Estilo

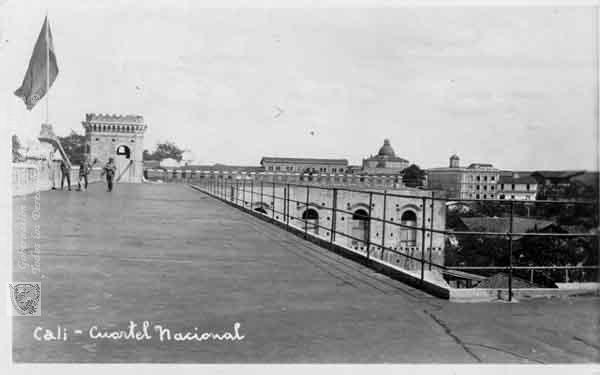
Fachada en construcción.

El estilo del cuartel probablemente se tomaba de las instalaciones militares del siglo XIX caracterizados por la austeridad ornamental y la simetría bilateral. El esquema del cuartel consistía en una planta cuadrada constituida por cuatro pabellones en torno a un patio central cuadrado, cada uno de dos plantas, y dos torres ochavadas en las esquinas de la fachada principal a modo de garita. Cada pabellón ocupaba un espacio cercano a los 800 m², y el área total de construcción se estimaba en 6.400 m² destinada a albergar 2.000 soldados. La fachada estaba organizada de manera simétrica por arcos de piedra labrada de medio punto con pilastras adosadas al plano vertical del muro. Los pisos eran separados por cornisas con molduras simples rematadas por un juego de almenas. Para finales de la década de 1930, el cuartel tenía una cubierta plana en forma de U que cerraba totalmente el segundo piso, un patio interior para ejercicios militares, depósito de enseres y cobertizos bajos que cerraban el patio principal, de forma cuadrada.
Dentro de los materiales adquiridos para la construcción del cuartel resalta la compra del libro Regola delli cinque ordini d’architettura de Jacopo Vignola, uno de los tratados más importantes de la arquitectura renacentista, y que ayudaría a solucionar problemas relacionados con molduras de columnas, trazados de arcos y remates de muros durante la construcción del edificio.

## Demolición
En el marco del proceso de modernización que sufrió la ciudad para los Juegos Panamericanos de 1971, se expidieron varios decretos entre ellos la Ley 91 de diciembre de 1965 para la construcción del nuevo Palacio de San Francisco, y el Acuerdo 023 de 1965 del Concejo de Cali que autorizó la destrucción del cuartel para construir el Centro Administrativo Municipal (CAM). Finalmente en 1968 la estructura del cuartel sería demolida.